# Orobothriurus atiquipa
Espèce
Orobothriurus atiquipa est une espèce de scorpions de la famille des Bothriuridae.

## Distribution
Cette espèce est endémique de la région d'Arequipa au Pérou. Elle se rencontre entre 750 et 950 m d'altitude sur le Cerro Lloque.

## Description
Le mâle holotype mesure 31,3 mm.

## Étymologie
Son nom d'espèce lui a été donné en référence au lieu de sa découverte, Atiquipa.

## Publication originale
- Ochoa & Acosta, 2002 : Orobothriurus atiquipa, a new bothriurid species (Scorpiones) from Lomas in southern Peru. Journal of Arachnology, vol. 30, no 1, p. 98-103 (texte intégral).